# لانگوریا (تگزاس)
لانگوریا (به انگلیسی: Longoria) یک منطقهٔ مسکونی در ایالات متحده آمریکا است که در شهرستان استار، تگزاس واقع شده‌است. لانگوریا ۹۲ نفر جمعیت دارد.